# Ossana
Ossana (IPA: /osˈsana/) è un comune italiano di 821 abitanti della provincia di Trento.

## Storia
La località è attestata per la prima volta nel 1174 quale "Volsana" in un documento dei conti di Appiano a favore della Collegiata agostiniana di San Michele all'Adige.
Nel 1929 il territorio del comune di Ossana fu incorporato in quello di Pellizzano, decisione abrogata nel secondo dopoguerra. Nel 2019, le popolazioni dei due comuni hanno bocciato la proposta di una fusione tra Pellizzano e Ossana.
Il territorio di Ossana fu teatro dell'incidente aereo del monte Giner del 22 dicembre 1956. Nel 2016 fu costruito nel paese un presepe alla memoria, tuttora presente.

### Simboli
Stemma
Lo stemma del comune è stato concesso con regio decreto del 23 agosto 1929.
Gonfalone
Il gonfalone è stato approvato con D.G.P. del 2 marzo 1992, n. 2181.

## Monumenti e luoghi d'interesse

### Architetture religiose
- Chiesa di San Vigilio, nella tradizione il vescovo cristianizzatore del Trentino nei secoli IV e V. All'interno l'altare maggiore e il pulpito sono opere dei Ramus.[12]
- Chiesa di Sant'Antonio di Padova sul colle Tomino
- Chiesa di Santa Maria Maddalena nella frazione di Cusiano. Contiene affreschi di fine Quattrocento di Giovanni e Battista Baschenis; sulla volta sono presenti gli stemmi di Trento, del Tirolo e dei nobili Federici.[12]
- Chiesa di San Carlo Borromeo nella frazione di Fucine.

### Architetture militari
- Castello di San Michele. Di supposta origine longobarda; le prime fonti scritte risalgono al 1191. In epoca medievale vi risiedevano funzionari vescovili, successivamente i conti del Tirolo e di Gorizia. Nel XV secolo passò ai Federici della Val Camonica, poi agli Heydorf e ai Bertelli. Tra Ottocento e Novecento una parte della proprietà fu del premio Nobel Bertha von Suttner.[12]

### Architetture civili
- "Casa degli affreschi". Edificio tardo-medievale, con importanti affreschi quattrocenteschi rinvenuti nell'anno 2000.

## Società

### Evoluzione demografica
Abitanti censiti